# 90-й меридіан східної довготи
90-й меридіан східної довготи — лінія довготи, що лежить на 90 градуси східніше Гринвіцького меридіана, на півшляху між ним та 180-тим меридіаном. Вона проходить від Північного полюса через Північний Льодовитий океан, Азію, Індійський океан, Південний океан та Антарктиду до Південного полюса.
90-й меридіан східної довготи формує велике коло разом із 90-тим меридіаном західної довготи. На перетині цього меридіану з екватором знаходиться центр Східної півкулі.
Це центральний меридіан часового поясу UTC+6.
На честь меридіана названий підводний Східно-Індійський хребет або Хребет дев'яностого меридіана.

## Список географічних об'єктів, що перетинає 90° сх. д.
Починаючи на Північному полюсі та рухаючись до Південного полюса, 90-й меридіан східної довготи проходить через:
| Координати                                                 | Країна, територія або море | Примітки                                                                  |
| ---------------------------------------------------------- | -------------------------- | ------------------------------------------------------------------------- |
| 90°0′ пн. ш. 90°0′ сх. д. / 90.000° пн. ш. 90.000° сх. д.  | Північний Льодовитий океан |                                                                           |
| 81°9′ пн. ш. 90°0′ сх. д. / 81.150° пн. ш. 90.000° сх. д.  | Карське море               | Проходить західніше острова Шмідта[en], Росія                             |
| 77°7′ пн. ш. 90°0′ сх. д. / 77.117° пн. ш. 90.000° сх. д.  | Росія                      | Проходить через острів Середній[ru]                                       |
| 77°6′ пн. ш. 90°0′ сх. д. / 77.100° пн. ш. 90.000° сх. д.  | Карське море               |                                                                           |
| 75°33′ пн. ш. 90°0′ сх. д. / 75.550° пн. ш. 90.000° сх. д. | Росія                      |                                                                           |
| 50°1′ пн. ш. 90°0′ сх. д. / 50.017° пн. ш. 90.000° сх. д.  | Монголія                   |                                                                           |
| 47°53′ пн. ш. 90°0′ сх. д. / 47.883° пн. ш. 90.000° сх. д. | КНР                        | Сіньцзян Цинхай Тибет                                                     |
| 28°19′ пн. ш. 90°0′ сх. д. / 28.317° пн. ш. 90.000° сх. д. | Бутан                      |                                                                           |
| 26°44′ пн. ш. 90°0′ сх. д. / 26.733° пн. ш. 90.000° сх. д. | Індія                      | Ассам — проходить східніше Дхубрі[en] Мегхалая                            |
| 25°16′ пн. ш. 90°0′ сх. д. / 25.267° пн. ш. 90.000° сх. д. | Бангладеш                  |                                                                           |
| 21°59′ пн. ш. 90°0′ сх. д. / 21.983° пн. ш. 90.000° сх. д. | Індійський океан           |                                                                           |
| 60°0′ пд. ш. 90°0′ сх. д. / 60.000° пд. ш. 90.000° сх. д.  | Південний океан            |                                                                           |
| 66°46′ пд. ш. 90°0′ сх. д. / 66.767° пд. ш. 90.000° сх. д. | Антарктида                 | Проходить через Австралійську антарктичну територію (претендує Австралія) |